# 支援戦闘機
支援戦闘機（しえんせんとうき）は、航空自衛隊における戦闘機の種別。諸外国の攻撃機・戦闘爆撃機に相当する。
任務は対艦攻撃、対地攻撃、近接航空支援と幅広く、状況に応じて航空脅威の対処にも使用される。「攻撃」という言葉を避けるため、地上部隊や艦隊を空から「支援」するということにより名づけられた航空自衛隊独自の呼称（いわゆる自衛隊用語）。1977年から使われていたが、2005年から要撃機と統合され（多用途）戦闘機となり消滅した。
英語では『Support Fighter』など翻訳される。

## 歴史
戦後の日本の再武装において陸上自衛隊の火力志向、海上自衛隊が対潜作戦重視と同様に航空自衛隊にも「前回の失敗」への反省がその根底にあった。しかし航空自衛隊が防空組織としての性格を強く持つのは、自衛隊設立前の日本駐留米空軍の組織編制の影響が強い。1950年6月に朝鮮戦争が勃発すると、日本に駐留するアメリカ第5空軍は同年12月に朝鮮半島に移動した。第5空軍隷下に設立された第314航空師団は空白となった日本の防衛と第5空軍の支援を任務としていたが、翌1951年5月には極東空軍直轄部隊となり、6013作戦航空団（三沢）、6014作戦航空団（入間）、6015作戦航空団（春日）が配され、日本の防空にあたった。この「朝鮮半島は第5空軍に任せて日本の防衛にのみ専念する極東空軍直轄のアメリカ軍部隊」は1952年3月には日本防衛空軍（Japan Air Defense Force: JADF）に格上げされ、隷下の部隊も第39航空師団、第41航空師団、第43航空師団となっている。
航空自衛隊は1954年に設立されたが、北部、中部、西部の3つに分割された方面隊やレーダーサイトの配置、遠隔地や対地攻撃の手段を持たずに防空任務へ傾斜するといった組織上の性格は、そのまま航空自衛隊にも引き継がれることとなった。この日本の防空体制を日本側（航空自衛隊）に引き継ぐという事業は日本政府にとっても負担が大きく、事実、F-104を次期主力戦闘機として採用した第1次FX事業はその予算の1/4近くをアメリカからの援助に頼っており、また、米軍が運用していたレーダーサイトの移管の完了は1961年を待たねばならなかった。第1次FXにおいては混乱が発生しており、選定までの「つなぎ」としてノースアメリカンF-86をライセンス生産する三菱重工業が、同じくノースアメリカン製のF-100を80機ライセンス生産する案が出た際に「戦闘爆撃機」と説明したことから岸信介首相が「日本に爆撃機は不要」と一喝したとされるが、そもそもこの当時の日本は日本防衛空軍の任務を引き継ぐのが精一杯で、1954年の鳩山内閣統一見解における専守防衛と限度とするという解釈を持ち出すまでもなく、日本防衛空軍においても別組織の第5空軍に任せていたような攻撃的性格の装備や任務を引き受けるような余裕はなかったのである。
「支援戦闘機」誕生における直接のきっかけは、F-104Jの配備で余剰となったF-86Fをどのように扱うかに端を発する。航空自衛隊の戦闘機は、1965年（昭和40年）にはF-86F、F-86D、F-104J/DJあわせて19個飛行隊が存在し、F-86Dは早期に退役したものの、アメリカ軍供与機180機にライセンス生産300機の計480機を取得し、多すぎるからと供与機から45機を返還したF-86Fは、1962年から飛行隊解散を含む減勢を行っていたものの未だ10個飛行隊を占めており、F-104配備後の処遇が問題となった。そこで、F-86F飛行隊に対地攻撃任務を付与した支援戦闘飛行隊を置く案が出された。支援戦闘飛行隊の指定は北部航空方面隊、中部航空方面隊、西部航空方面隊に各1隊ずつ3個飛行隊に行われたが、当時から「ただでさえ足りない戦闘機を任務ごとに分けるな」「支援戦闘機であっても要撃戦闘飛行隊を補佐し、対戦闘機戦闘や要撃任務を遂行せよ」という声は根強かった事もあり、これらのF-86F飛行隊は支援戦闘飛行隊として再編制されたわけでも専用の機材を与えられたわけでもなく、要撃戦闘飛行隊に「支援戦闘飛行隊としての任務を付与」する体裁をとっており、あくまで本業は要撃戦闘であり、支援戦闘機部隊としての指定を受けていても、対領空侵犯措置任務は継続して行っていた。
1976年（昭和51年）10月に閣議了承された平時における日本の防衛力を定めた「防衛計画の大綱」（防衛大綱）において、「要撃戦闘飛行隊10個・所要機数約250機、支援戦闘機隊3個・所要機数約100機」と決定は前述の経過が根拠となっている。航空自衛隊にしてもオペレーションリサーチの明白な結果によって支援戦闘飛行隊3個という数字を出したわけではないが、この防衛大綱によって、支援戦闘機の必要数は3個飛行隊100機と決定された。支援戦闘機、すなわち攻撃機としてのF-86Fの評価であるが、昭和40年代の海上自衛隊との演習においては低空を高速で機動するF-86Fを阻止することは困難とされていた。攻撃機としては航続力や搭載量が限られていたとはいえ、当時の5インチ砲を防空の主軸としなければならなかったシステム化、個艦防御SAM装備以前の艦艇にとっては重大な脅威となる能力があり、これは野戦防空SAMやMANPADSの実用化、配備以前の陸上部隊においても同様であった。

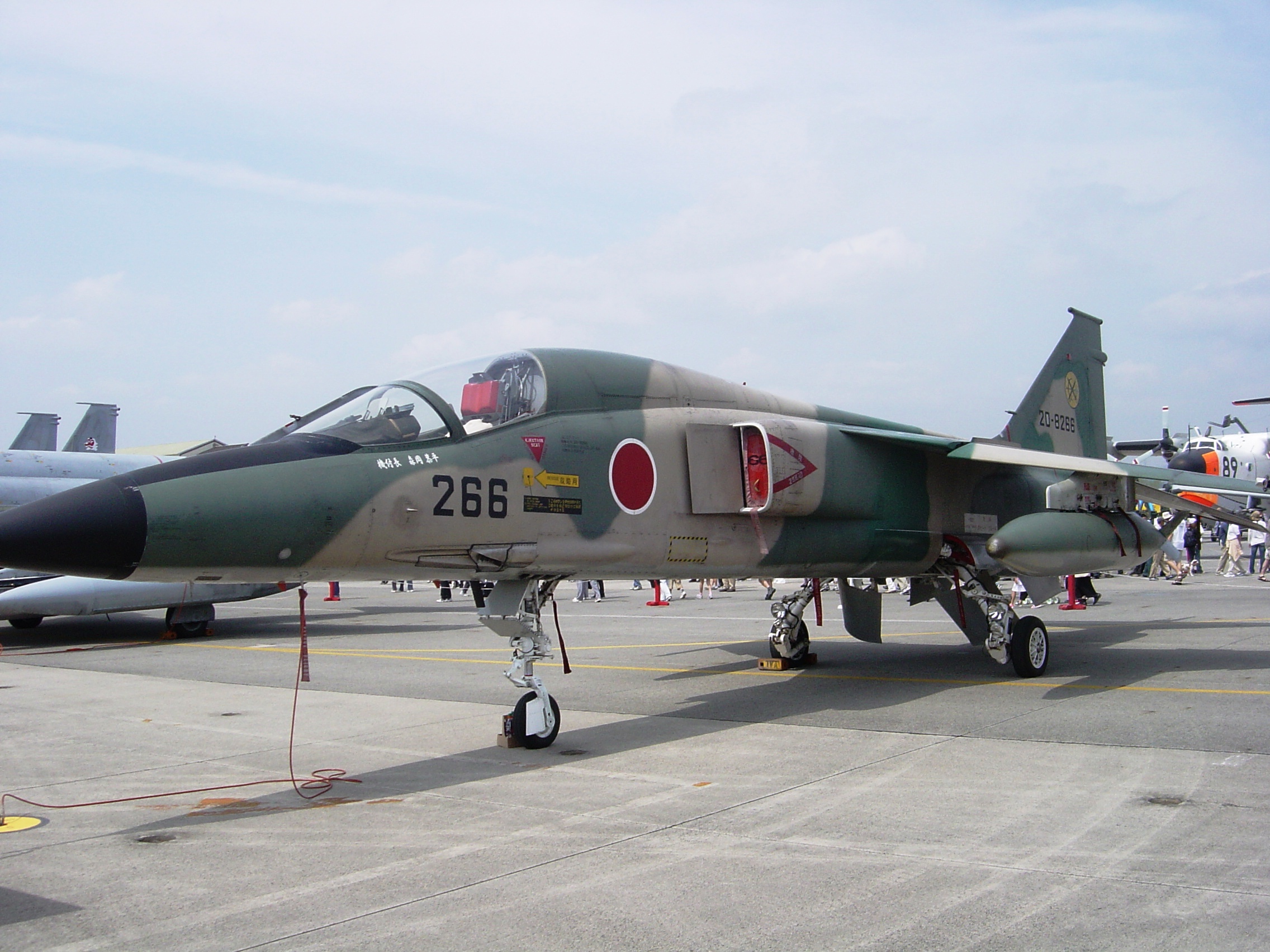
『支援戦闘機』として最初に作られたF-1。全機が陸上迷彩を施された。

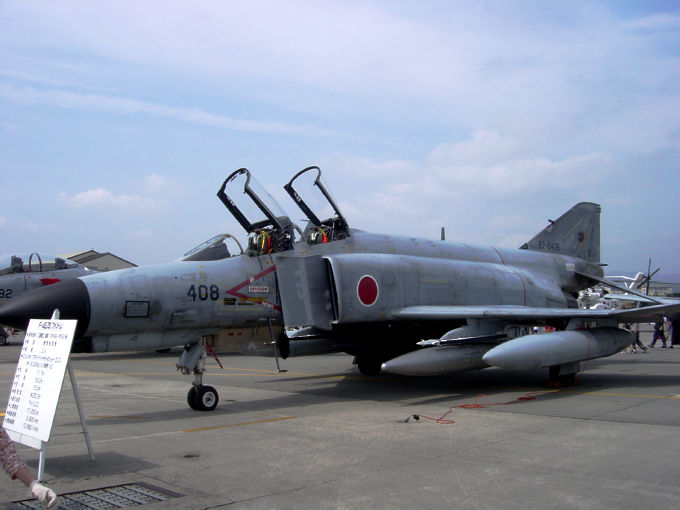
減勢するF-1を第3、第6飛行隊に集約するためにF-4EJ改が第8飛行隊に配備された

F-86Fの後継機三菱 F-1は1971年に初飛行したT-2超音速練習機を原型に1972年開発し1977年に配備が開始された。F-1は国産の80式空対艦誘導弾（ASM-1）とのセットによる対艦攻撃を主任務としたところに特徴があり、当時としては高精度の航法装置によってレーダー探知を避けて低空侵攻を行い、水平線以遠からシースキマーを行うミサイルで攻撃をかけるという運用は最先端に属していた。調達数は126機が計画されたが、昭和56年度中期業務見積によって1987年には後継機が配備されるとの見通しと、FS-X開発決定に伴う耐用年数見直し（3500時間→4050時間）もあり77機の配備に留まった。機体の能力向上の努力が不足しているという非難に晒されてきたが、原型機であるT-2の開発当時である1960年代において、戦闘機とは長期間運用しようにも耐用年数が先にくるものであり、新型機を開発・生産して更新するものでもあった。本来は1990年に最初の飛行隊が後継機に更新している予定なのだから、新造時においても機体価格のそれぞれ数割を占めるエンジンやアビオニクスを更新すればインフレによって新造時価格以上の費用となることから、改修が非効率とされたのも致し方無い部分がある。
先の昭和56年度中期業務見積によってのちの三菱 F-2A/BとなるFS-Xの開発は決定されたが、F-2開発の遅延への対策として1997年に1個飛行隊（第8飛行隊）がF-4EJ改に機種転換した。F-4EJ改は1980年からのF-4EJの延命・能力向上研究による性能向上型で、エンジンや機体構造に変化はないもののレーダーをAPG-66Jに変更することで探知距離の向上とルックダウン、シュートダウン能力を獲得したほか、各種アビオニクスの換装によりF-4EJでオミットされた爆撃能力の復活や空対艦ミサイルの運用能力付与、航法・データリンク・自己防衛能力の底上げがなされており、1987年より量産改修が始まった。要撃飛行隊と支援戦闘飛行隊で配備された機体に差は無い。
F-2はアメリカ合衆国のF-16を基本に米国と共同開発されたもので、1990年に開発が開始され、量産初号機は2000年に納入された。450浬の長距離をASM4発を搭載して進出し対艦攻撃を行うことを特徴とする。当初開発予算1,650億円に対して3,200億円、想定単価60億円に対して単価120億円と価格の高さが取り沙汰され、取得機数の減少に結びついた。2001年より第3飛行隊のF-1に対する機種転換が始まり、2009年に第8飛行隊のF-4EJ改の更新を完了した。当初は145機の導入が計画されたが、財政状況の悪化や運用体制の変更に伴う在場予備の削減等により、2011年の納入を以って98機で生産を終了した。
21世紀に入り、防衛省では将来的に、飛行隊の数を維持しつつも、要撃と支援の区別を廃止し、全機種をマルチロールファイター（多用途戦闘機）とする方針を発表し、2005年に改定された防衛大綱から正式に要撃機と支援戦闘機の区分を廃止した。近年F-2はマルチロール化のための空戦能力向上が図られており、F-4EJ後継機についても多用途戦闘機であるF-35が選定された。

## 航空自衛隊における体制

### 歴代機種
- F-86F　配備期間:1976年（昭和51年）～1980年（昭和55年）
- F-1　配備期間:1977年（昭和52年）～2006年（平成18年）
- F-4EJ改　配備期間:1997年（平成9年）～2009年（平成21年）3月
- F-2A/B　配備期間:2000年（平成12年）～2005年（平成17年）

2024年時点、F-2は「支援戦闘機」ではなく「戦闘機」として区分されている。

### 配備されていた飛行隊
- 第3航空団 第3飛行隊（三沢基地）
- 第3航空団 第8飛行隊（築城基地)
- 第8航空団 第6飛行隊（築城基地）